# Stazione di San Benedetto del Tronto
Stazione di San Benedetto del Tronto vasútállomás Olaszországban, Marche régióban, San Benedetto del Tronto településen.

## Vasútvonalak
Az állomást az alábbi vasútvonalak érintik:
- Ancona–Lecce-vasútvonal
- Ascoli Piceno–San Benedetto del Tronto-vasútvonal

## Kapcsolódó állomások
A vasútállomáshoz az alábbi állomások vannak a legközelebb: 
- Stazione di Porto d'Ascoli
- Stazione di Grottammare